# Fred Buljo
Fred-René Øvergård Buljo (Kristiansand, 6 de febrer de 1988), conegut artísticament com a Fred Buljo és un músic, educador infantil i polític sami de Noruega.

## Carrera musical
Buljo va irrompre en l'escena musical sami el 2007 amb el grup de rap Duolva Duottar (Muntanya de merda), del qual és cantant i compositor. El grup que canta cançons en sami septentrional va guanyar popularitat el 2008 quan es va presentar al concurs de talents noruec Norske Talenter i va aconseguir arribar-hi al quart lloc. El 2018 Fred Buljo es va integrar en el grup noruec KEiiNO creat per a participar en el concurs musical Melodi Grand Prix, la preselecció per Eurovisió. KEiiNO va guanyar i va representar Noruega al festival d' Eurovisió de 2019 amb la cançó Spirit in the Sky, en que Buljo, que fins llavors només havia rapejat, cantava un joik per primera vegada. Aquesta cançó va acabar sisena però va ser la més votada pel públic. A causa d'aquest èxit, KEiiNO no es va dissoldre com estava previst.

## Política
Fred Buljo és mebre del partit sami Árja, el qual va representar 2016-2017 com a diputat al parlament sami de Noruega (sametinget).

## Vida personal
Fred Buljo va néixer a Kristiansand, una petita ciutat del sud de Noruega on el seu pare, el guitarrista Klemet Anders Buljo estudiava música, però quan tenia dos anys la família es va traslladar a Kautokeino, on els pares es van separar. Té sis germanastres. El seu pare ve d'una família de ramaders de rens, tradició que ni el pare ni ell van voler continuar.

## Discografia

### Amb Duolva Duottar

#### Àlbums
- "Da lea Duolva Duottar" (2011)

#### Singles
- "Álggu Loahppa" (2016)
- "Samestaten" (2017)
- "Offroad" (2017)
- "Samegutt" (2017)
- "Joavnna" (2017)
- "Markanstallu" (2018)

### Amb Keiino

#### Singles
- "Spirit in the Sky" (2019)
- “Shallow” (2019)
- "Praying" (2019)